# Comté de Stillwater
Le comté de Stillwater est un des 56 comtés de l’État du Montana, aux États-Unis. En 2010, la population était de 9 117 habitants. Son siège est Columbus.

## Géolocalisation
|                      | Comté de Golden Valley |                      |
| Comté de Sweet Grass | Comté de Stillwater    | Comté de Yellowstone |
| Comté de Park        | Comté de Carbon        |                      |

## Principale ville
- Columbus